# Kanuslalom-Europameisterschaften 2020
Die Kanuslalom-Europameisterschaften 2020 fanden in Prag, Tschechien, unter der Leitung des Europäischen Kanuverbandes (ECA) statt. Es war die 21. Ausgabe des Wettbewerbs und er fand vom 18. bis zum 20. September 2020 im Prague-Troja Canoeing Centre statt. Ursprünglich sollten die Wettbewerbe in London stattfinden, jedoch wurden diese wegen der COVID-19-Pandemie abgesagt.
Später entschied die ECA, die Wettbewerbe in Prag stattfinden zu lassen. Das ursprünglich geplante Weltcup-Event am selben Datum wurde dafür abgesagt. Einige der führenden Nationen, darunter Großbritannien, Deutschland und die Slowakei entschieden sich jedoch, aufgrund der Pandemie keine Athleten zu den Wettbewerben zu entsenden.

## Ergebnisse
Insgesamt wurden acht Wettbewerbe austragen.

### Männer

#### Canadier
| Wettbewerb | Gold                                              | Gold   | Silber                                         | Silber | Bronze                                             | Bronze |
| ---------- | ------------------------------------------------- | ------ | ---------------------------------------------- | ------ | -------------------------------------------------- | ------ |
| C1         | Benjamin Savšek                                   | 104,90 | Lukáš Rohan                                    | 108,66 | Václav Chaloupka                                   | 109,52 |
| C1 Team    | SlowenienBenjamin Savšek Luka Božič Jure Lenarčič | 120,43 | IrlandLiam Jegou Robert Hendrick Jake Cochrane | 135,83 | PolenGrzegorz Hedwig Kacper Sztuba Szymon Zawadzki | 150,58 |

#### Kajak
| Wettbewerb | Gold                                                | Gold   | Silber                                                | Silber | Bronze                                         | Bronze |
| ---------- | --------------------------------------------------- | ------ | ----------------------------------------------------- | ------ | ---------------------------------------------- | ------ |
| K1         | Jiří Prskavec                                       | 97,97  | Peter Kauzer                                          | 98,49  | Mateusz Polaczyk                               | 99,06  |
| K1 Team    | FrankreichBoris Neveu Quentin Burgi Mathurin Madoré | 110,93 | TschechienJiří Prskavec Vít Přindiš Vavřinec Hradilek | 112,38 | SchweizMartin Dougoud Lukas Werro Dimitri Marx | 114,14 |

### Frauen

#### Canadier
| Wettbewerb | Gold                                                       | Gold   | Silber                                            | Silber | Bronze                                            | Bronze |
| ---------- | ---------------------------------------------------------- | ------ | ------------------------------------------------- | ------ | ------------------------------------------------- | ------ |
| C1         | Gabriela Satková                                           | 121,75 | Tereza Fišerová                                   | 122,05 | Lucie Prioux                                      | 130,03 |
| C1 Team    | TschechienTereza Fišerová Gabriela Satková Tereza Kneblová | 139,11 | SlowenienAlja Kozorog Eva Alina Hočevar Lea Novak | 164,07 | FrankreichLucie Baudu Claire Jacquet Lucie Prioux | 210,44 |

#### Kajak
| Wettbewerb | Gold                                                           | Gold   | Silber                                                  | Silber | Bronze                                                      | Bronze |
| ---------- | -------------------------------------------------------------- | ------ | ------------------------------------------------------- | ------ | ----------------------------------------------------------- | ------ |
| K1         | Kateřina Kudějová                                              | 112,71 | Camille Prigent                                         | 114,61 | Amálie Hilgertová                                           | 115,43 |
| K1 Team    | TschechienKateřina Kudějová Veronika Vojtová Antonie Galušková | 139,64 | FrankreichCamille Prigent Lucie Baudu Marjorie Delassus | 140,67 | ÖsterreichCorinna Kuhnle Nina Weratschnig Antonia Oschmautz | 145,47 |

## Medaillenspiegel
| Platz  | Land       | Gold | Silber | Bronze | Gesamt |
| ------ | ---------- | ---- | ------ | ------ | ------ |
| 1      | Tschechien | 5    | 3      | 2      | 10     |
| 2      | Slowenien  | 2    | 2      | 0      | 4      |
| 3      | Frankreich | 1    | 2      | 2      | 5      |
| 4      | Irland     | 0    | 1      | 0      | 1      |
| 5      | Polen      | 0    | 0      | 2      | 2      |
| 6      | Österreich | 0    | 0      | 1      | 1      |
|        | Schweiz    | 0    | 0      | 1      | 1      |
| Gesamt | Gesamt     | 8    | 8      | 8      | 24     |